# آب معدن

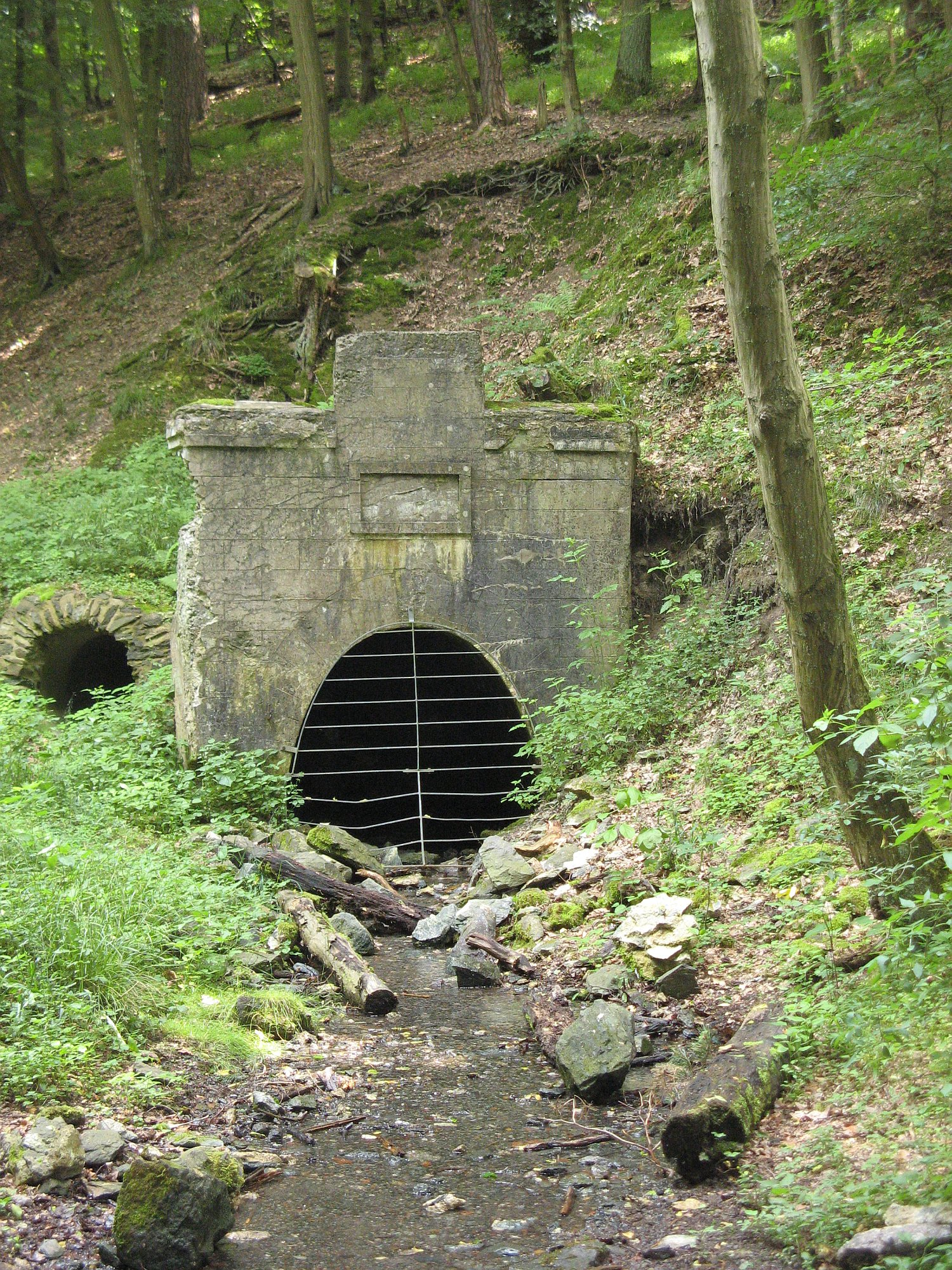
دهانه زهکشی، مگنت، نزدیک شوپباخ.

آب معدن (به انگلیسی: Pit water, mine water)، آبی است که در معدن جمع می‌شود و باید با روش‌های مدیریت آب به سطح آب آورده شود تا معدن بتواند به کار خود ادامه دهد.